# Gangolf Hübinger

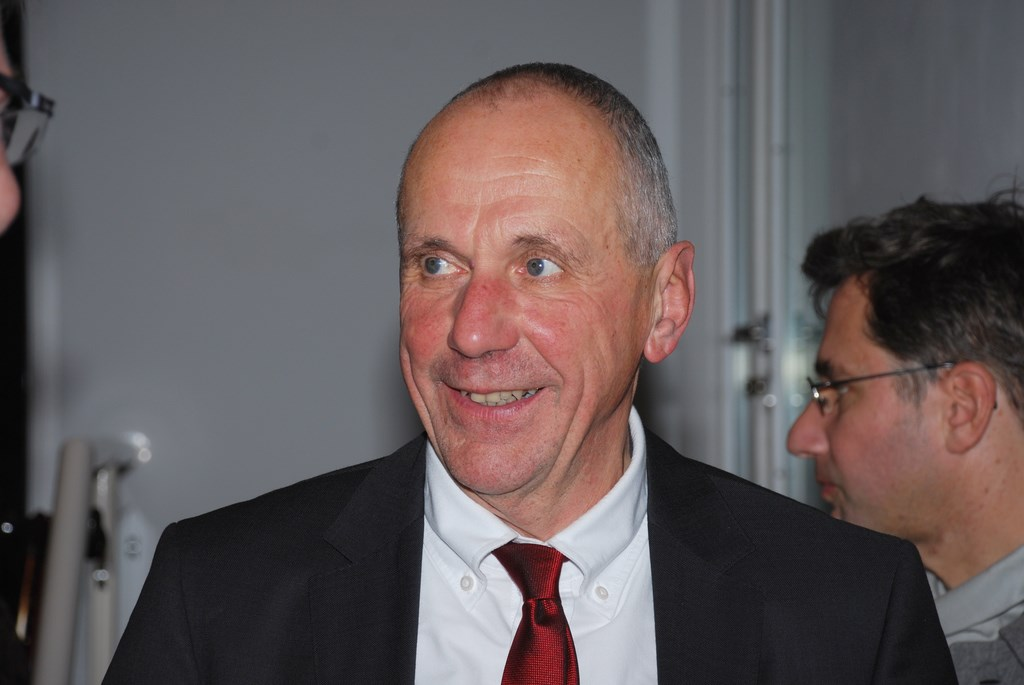
Gangolf Hübinger beim Kolloquium des Archivs des Liberalismus, 2015

Gangolf Hübinger (* 22. August 1950 in Düsseldorf) ist ein deutscher Historiker.

## Leben
Gangolf Hübinger studierte von 1971 bis 1976 Geschichte, Germanistik und Philosophie an den Universitäten Düsseldorf und Bochum. Nach dem Ersten Staatsexamen wurde er 1977 Wissenschaftlicher Assistent am Historischen Seminar der Universität Düsseldorf und 1982 bei Wolfgang J. Mommsen mit einer Dissertation über den Historiker, Publizisten und Politiker der 1848er Revolution Georg Gottfried Gervinus promoviert. Von 1982 bis 1984 arbeitete er als Redakteur der Max-Weber-Gesamtausgabe in der Bayerischen Akademie der Wissenschaften, München. 1984 wurde er Wissenschaftlicher Assistent am Seminar für Wissenschaftliche Politik der Universität Freiburg. 1992 habilitierte er sich dort am Historischen Seminar mit einer Studie zum Verhältnis von religiösem und politischem Liberalismus im Deutschen Kaiserreich. Nach zweijähriger Tätigkeit als Hochschuldozent wurde er 1994 auf eine Professur für vergleichende Kulturgeschichte der Neuzeit an die Europa-Universität Viadrina in Frankfurt (Oder) berufen. Das akademische Jahr 2006/07 verbrachte er als Fellow am Max-Weber-Kolleg in Erfurt. Von 2007 bis zu ihrer Auflösung 2020 nach Abschluss der Max Weber-Gesamtausgabe war er Mitglied der Kommission für Sozial- und Wirtschaftsgeschichte der Bayerischen Akademie der Wissenschaften in München. 2010/11 war er Fellow am Historischen Kolleg in München. Seit seiner Emeritierung im März 2016 ist er Viadrina Senior Fellow am Center B/Orders in Motion an der Europa-Universität in Frankfurt (Oder).
Hübingers Forschungsschwerpunkte liegen im 19. und 20. Jahrhundert. Seine Bücher und Aufsätze gelten den folgenden Themenfeldern: Religiöse Kulturen und politische Bewegungen; Intellektuellen-, Ideen- und Verlagsgeschichte; Wissenskulturen und Wissenschaften; Geschichte der Geschichtsschreibung; Max Weber und Ernst Troeltsch – ihre Position in der „klassischen Moderne“ und ihre Bedeutung für die Kulturwissenschaften heute. Hübinger ist Mitherausgeber der Max-Weber-Gesamtausgabe (MWG) und der Ernst-Troeltsch-Gesamtausgabe (Troeltsch-KGA); bis 2022 war er Mitherausgeber der Zeitschrift Internationales Archiv für Sozialgeschichte der deutschen Literatur (IASL) und der Schriftenreihe Studien und Texte zur Sozialgeschichte der Literatur (STSL).

## Schriften (Auswahl)
Selbständige Schriften
- Georg Gottfried Gervinus. Historisches Urteil und Politische Kritik (= Schriftenreihe der Historischen Kommission bei der Bayerischen Akademie der Wissenschaften. Band 23). Vandenhoeck & Ruprecht, Göttingen 1984, ISBN 3-525-35920-9 (zugleich: Dissertation, Universität Düsseldorf, 1982).
- Kulturprotestantismus und Politik. Zum Verhältnis von Liberalismus und Protestantismus im wilhelminischen Deutschland. Mohr Siebeck, Tübingen 1994, ISBN 3-16-146139-8 (zugleich: überarbeitete Habilitationsschrift, Universität Freiburg, 1991).
- Theodor Mommsen und das Kaiserreich (= Friedrichsruher Beiträge. Band 22). Otto-von-Bismarck-Stiftung, Friedrichsruh 2003 ISBN 3-933418-21-6.
- Gelehrte, Politik und Öffentlichkeit. Eine Intellektuellengeschichte. Vandenhoeck & Ruprecht, Göttingen 2006, ISBN 3-525-36738-4.
- Über die Aufgaben des Historikers (= Pamphletliteratur. Band 3). Vergangenheitsverlag, Berlin 2012, ISBN 978-3-86408-063-0.
- Engagierte Beobachter der Moderne. Von Max Weber bis Ralf Dahrendorf. Wallstein, Göttingen 2016, ISBN 978-3-8353-1797-0.
- Europäische Ordnungsvorstellungen nach 1918. Theoretische Aspekte und exemplarische Fälle (= Working Paper Series B/ORDERS IN MOTION. Nr. 2), Viadrina, Frankfurt (Oder), doi:10.11584/B-ORDERS.2.
- Max Weber. Stationen und Impulse einer intellektuellen Biographie, Mohr Siebeck, Tübingen 2019, ISBN 978-3-16-155724-8.
- mit Rita Aldenhoff-Hübinger: Das Berlin Max Webers. Erfahrungswelten einer Großstadt (= Berlin-Forschungen der Historischen Kommission zu Berlin. Band 9), BeBra Wissenschaft, Berlin 2025, ISBN 978-3-95410-342-3.

Editionen und herausgegebene Sammelwerke
- mit Wolfgang J. Mommsen (Hrsg.): Max Weber: Zur Politik im Weltkrieg. Schriften und Reden 1914–1918 (= Max-Weber-Gesamtausgabe. Band I/15). Mohr Siebeck, Tübingen 1984, ISBN 3-16-845036-7.
- mit Rüdiger vom Bruch und Friedrich Wilhelm Graf (Hrsg.): Kultur und Kulturwissenschaften um 1900. Krise der Moderne und Glaube an die Wissenschaft. Steiner, Stuttgart 1989, ISBN 3-515-05338-7.
- mit Wolfgang J. Mommsen (Hrsg.): Intellektuelle im Deutschen Kaiserreich. Fischer, Frankfurt am Main 1993, ISBN 3-596-11322-9.
- mit Jürgen Osterhammel und Erich Pelzer (Hrsg.): Universalgeschichte und Nationalgeschichten. Rombach, Freiburg 1994, ISBN 3-7930-9120-1.
- Versammlungsort moderner Geister. Der Eugen-Diederichs-Verlag – Aufbruch ins Jahrhundert der Extreme. Hugendubel, München 1996, ISBN 3-424-01260-2.
- mit Rüdiger vom Bruch und Friedrich Wilhelm Graf (Hrsg.): Idealismus und Positivismus. Die Grundspannung in Kultur und Kulturwissenschaften um 1900. Steiner, Stuttgart 1997, ISBN 3-515-06544-X.
- mit Thomas Hertfelder (Hrsg.): Kritik und Mandat. Intellektuelle in der Politik. DVA, Stuttgart 2000, ISBN 3-421-05222-0.
- mit Johannes Mikuteit (Hrsg.): Ernst Troeltsch: Schriften zur Politik und Kulturphilosophie 1918–1923 (= Ernst Troeltsch – Kritische Gesamtausgabe. Band 15). De Gruyter, Berlin 2002, ISBN 3-11-017157-0.
- mit Andreas Terwey (Hrsg.): Ernst Troeltsch: Fünf Vorträge zu Religion und Geschichtsphilosophie für England und Schottland. Christian Thought. Its History and Application (1923) / Der Historismus und seine Überwindung (1924) (= Ernst Troeltsch – Kritische Gesamtausgabe. Band 17). De Gruyter, Berlin 2006, ISBN 3-11-018232-7.
- mit Andrzej Przyłębski (Hrsg.): Europäische Umwertungen. Nietzsches Wirkung in Deutschland, Polen und Frankreich. Lang, Frankfurt am Main 2007, ISBN 978-3-631-55968-0.
- mit Andreas Terwey (Hrsg.): Max Weber: Allgemeine Staatslehre und Politik (Staatssoziologie). Nachschriften der Vorlesung Sommersemester 1920 (= Max-Weber-Gesamtausgabe. Band III/7). Mohr Siebeck, Tübingen 2009, ISBN 978-3-16-149933-3.
- mit Anne Mittelhammer: Europäische Wissenschaftskulturen und politische Ordnungen in der Moderne (1890–1970) (= Schriften des Historischen Kollegs, Kolloquien. Bd. 87). Oldenbourg, München 2014, ISBN 978-3-486-71859-1 (Digitalisat).
- mit Martin Schieck (Hrsg.): Frankfurt (Oder) im Ersten Weltkrieg (= Frankfurter Jahrbuch 2015), Frankfurt (Oder) 2015, ISBN 978-3-9814739-3-3.
- mit M. Rainer Lepsius in Zusammenarbeit mit Thomas Gerhards und Sybille Oßwald-Bargende (Hrsg.): Max Weber: Briefe 1903–1905 (= Max-Weber-Gesamtausgabe. Band II/4). Mohr Siebeck, Tübingen 2015, ISBN 978-3-16-153428-7.
- mit Thomas Gerhards und Uta Hinz (Hrsg.): Max Weber: Briefe 1875–1886 (= Max-Weber-Gesamtausgabe. Band II/1). Mohr Siebeck, Tübingen 2017, ISBN 978-3-16-154153-7.
- mit Nikolai Wehrs (Hrsg.): Ernst Troeltsch: Spectator-Briefe und Berliner Briefe 1919–1922 (= Ernst Troeltsch – Kritische Gesamtausgabe. Band 14). De Gruyter, Berlin 2015, ISBN 978-3-11-041833-0, Taschenbuchausgabe de Gruyter, Berlin 2018, ISBN 978-3-11-059523-9.

Online-Veröffentlichungen
- Max Weber und die Zeitgeschichte, Version: 1.0, in: Docupedia-Zeitgeschichte, 4. Dezember 2019.
- Die Max Weber-Gesamtausgabe. Potenziale einer Großedition, in: Soziopolis, 15. Juni 2020.
- Das Berlin Max Webers. Laudatio zur Berliner Gedenktafel aus Anlass seines hundertsten Todestages, abgerufen am 30. November 2022.
- mit Johannes Bent: Ernst Troeltsch und die Zeitgeschichte, Version: 1.0, in: Docupedia-Zeitgeschichte, 23. August 2022.
- Intellektuelle, in: Das 20. Jahrhundert in Grundbegriffen (2024), DOI:10.31267/Grundbegriffe.